# 神奈川県立相模台工業高等学校
神奈川県立相模台工業高等学校（かながわけんりつ さがみだいこうぎょうこうとうがっこう、英: Kanagawa Prefectural Sagamidai Technical High School）は、かつて神奈川県相模原市南区文京にあった公立の工業高等学校。

## 概要
神奈川県立相原高等学校の化学工業科が分離独立する形で開校した。その後、神奈川県立相模原工業技術高等学校と合併し、当校を校地とした神奈川県立神奈川総合産業高等学校が開校し、当校は募集を停止した。
県下屈指のラグビーの名門であり、花園に16回の出場を果たし、1992年度・1993年度の2度の全国優勝、2度の同準優勝経験を誇った。長い花園の歴史の中で神奈川県の公立高校として出場したのは1947年（昭和22年）の横浜商業高校と当校の2校のみである。当校が連覇して以来、神奈川県の公立高校の花園出場はない。

## 沿革
- 1963年（昭和38年） - 開校。
- 1993年（平成5年） - 全国高校ラグビー大会初優勝。
- 1994年（平成6年） - 全国高校ラグビー大会2連覇。
- 2005年（平成17年） - 神奈川県立相模原工業技術高等学校と合併して当校を校地とした神奈川県立神奈川総合産業高等学校となり、2004年（平成16年）に募集を停止した。

## 設置学科
- 機械科
- 化学科（化学工学科から学科改編）
- 電気科
- 電子科

## 著名な出身者
- 難波英樹（トヨタ自動車ヴェルブリッツ、元ラグビー日本代表/ 元帝京大学ラグビー部主将）
- 岩間保彦（トヨタ自動車ヴェルブリッツ、元ラグビー日本代表/ 元帝京大学ラグビー部主将）
- 中村航（東京ガスラグビー部、元ラグビー日本代表）
- 臼井淳一（ロサンゼルスオリンピック、走り幅跳び入賞）
- 柳川茂（脚本家、絵本作家）
- 正木慎也（元忍者、中退）